# コモロの鉄道
コモロの鉄道（コモロのてつどう）では、コモロにおける鉄道について記す。2025年現在、鉄道は運行されていない。

## 隣接国との鉄道接続状況
島国で隣接国なし。